# Mozambik az 1980. évi nyári olimpiai játékokon
Mozambik a szovjetunióbeli Moszkvában megrendezett 1980. évi nyári olimpiai játékok egyik részt vevő nemzete volt. Az országot az olimpián 2 sportágban 14 sportoló képviselte, akik érmet nem szereztek. Mozambik első alkalommal vett részt az olimpiai játékokon.

## Atlétika
Férfi
| Versenyző        | Versenyszám | Előfutam      | Előfutam      | Előfutam      | Negyeddöntő | Negyeddöntő | Negyeddöntő | Elődöntő | Elődöntő | Elődöntő | Döntő   | Döntő    |
| Versenyző        | Versenyszám | Idő           | Hely.         | Össz.         | Idő         | Hely.       | Össz.       | Idő      | Hely.    | Össz.    | Idő     | Helyezés |
| ---------------- | ----------- | ------------- | ------------- | ------------- | ----------- | ----------- | ----------- | -------- | -------- | -------- | ------- | -------- |
| Eduardo Costa    | 100 m       | 11,02         | 5.            | 48.           | kiesett     | kiesett     | kiesett     | kiesett  | kiesett  | kiesett  | kiesett | kiesett  |
| Constantino Reis | 200 m       | nem ért célba | nem ért célba | nem ért célba | kiesett     | kiesett     | kiesett     | kiesett  | kiesett  | kiesett  | kiesett | kiesett  |
| Vicente Santos   | 1500 m      | 3:58,67       | 9.            | 35.           |             |             |             | kiesett  | kiesett  | kiesett  | kiesett | kiesett  |
| Pedro Mulomo     | 5000 m      | 15:11,86      | 11.           | 33.           |             |             |             | kiesett  | kiesett  | kiesett  | kiesett | kiesett  |
| Dias Alface      | 10 000 m    | nem ért célba | nem ért célba | nem ért célba |             |             |             | kiesett  | kiesett  | kiesett  | kiesett | kiesett  |
| Abdul Ismail     | 110 m gát   | 15,18         | 7.            | 19.           |             |             |             | kiesett  | kiesett  | kiesett  | kiesett | kiesett  |

| Versenyző          | Versenyszám | Selejtező | Selejtező | Döntő    | Döntő    |
| Versenyző          | Versenyszám | Eredmény  | Helyezés  | Eredmény | Helyezés |
| ------------------ | ----------- | --------- | --------- | -------- | -------- |
| Stelio Craveirinha | Távolugrás  | 694 cm    | 27.       | kiesett  | kiesett  |

Női
| Versenyző   | Versenyszám | Előfutam | Előfutam | Előfutam | Elődöntő | Elődöntő | Elődöntő | Döntő   | Döntő    |
| Versenyző   | Versenyszám | Idő      | Hely.    | Össz.    | Idő      | Hely.    | Össz.    | Idő     | Helyezés |
| ----------- | ----------- | -------- | -------- | -------- | -------- | -------- | -------- | ------- | -------- |
| Acacia Mate | 400 m       | 1:00,90  | 8.       | 37.      | kiesett  | kiesett  | kiesett  | kiesett | kiesett  |
| Acacia Mate | 800 m       | 2:19,7   | 7.       | 26.      | kiesett  | kiesett  | kiesett  | kiesett | kiesett  |

| Versenyző            | Versenyszám   | Selejtező             | Selejtező             | Döntő    | Döntő    |
| Versenyző            | Versenyszám   | Eredmény              | Helyezés              | Eredmény | Helyezés |
| -------------------- | ------------- | --------------------- | --------------------- | -------- | -------- |
| Ludovina de Oliveira | Diszkoszvetés | érvényes dobás nélkül | érvényes dobás nélkül | kiesett  | kiesett  |

## Úszás
Férfi
| Versenyző         | Versenyszám    | Előfutam | Előfutam | Előfutam | Elődöntő | Elődöntő | Elődöntő | Döntő   | Döntő    |
| Versenyző         | Versenyszám    | Idő      | Hely.    | Össz.    | Idő      | Hely.    | Össz.    | Idő     | Helyezés |
| ----------------- | -------------- | -------- | -------- | -------- | -------- | -------- | -------- | ------- | -------- |
| Edgar Martins     | 100 m gyors    | 1:06,17  | 8.       | 39.      | kiesett  | kiesett  | kiesett  | kiesett | kiesett  |
| Ntewane Machel    | 200 m gyors    | 2:35,45  | 8.       | 42.      |          |          |          | kiesett | kiesett  |
| Pedro Cruz        | 100 m hát      | 1:15,25  | 6.       | 33.      | kiesett  | kiesett  | kiesett  | kiesett | kiesett  |
| Rogerio Silva     | 100 m mell     | 1:25,70  | 6.       | 25.      |          |          |          | kiesett | kiesett  |
| Raimundo Franisse | 100 m pillangó | 1:01,83  | 6.       | 29.      | kiesett  | kiesett  | kiesett  | kiesett | kiesett  |
| Raimundo Franisse | 200 m pillangó | 2:25,25  | 6.       | 24.      |          |          |          | kiesett | kiesett  |